# 35 a.C.
35 a.C. foi um ano comum do século I a.C. que durou 365 dias. De acordo com o Calendário Juliano, o ano teve início e terminou a uma quinta-feira. a sua letra dominical foi D.
| Ano completo                        |
| ----------------------------------- |
| Ano comum com início à quinta-feira |

## Eventos
- Início da incorporação da Panónia do Império Romano
- Horácio escreve Sermonum liber primus (ou Sátira I)

## Mortes
- Públio Terêncio Varrão (data aproximada) (n. 82 a.C.)
- Sexto Pompeu, opositor do segundo triunvirato (executado)